# Abu Sa'id Ahmad ibn Muhammad ibn 'Abd al-Jalil al-Sijzi
Abū Saʿīd Aḥmad ibn Muḥammad ibn ʿAbd al-Jalīl al-Sijzī (per al-Sijistānī), detto anche al-Sinjārī o al-Sijazī (in arabo ابو سعید احمد ﺑﻦ ﻣﺤﻤﺪ بن عبد الجلیل السِّجْزي‎?; 945 – 1020) è stato un matematico, astronomo e astrologo persiano.
Astronomo, matematico e astrologo che ebbe un'importante corrispondenza scientifica col grande studioso al-Bīrūnī a proposito della rotazione della Terra attorno al proprio asse.
Dedicò suoi lavori al Buwayhide ʿAḍud al-Dawla, che fu probabilmente il suo patrono, e al principe di Balkh. Operò anche a Shīrāz, conducendovi osservazioni astronomiche tra il 969 e il 970.

## Matematica

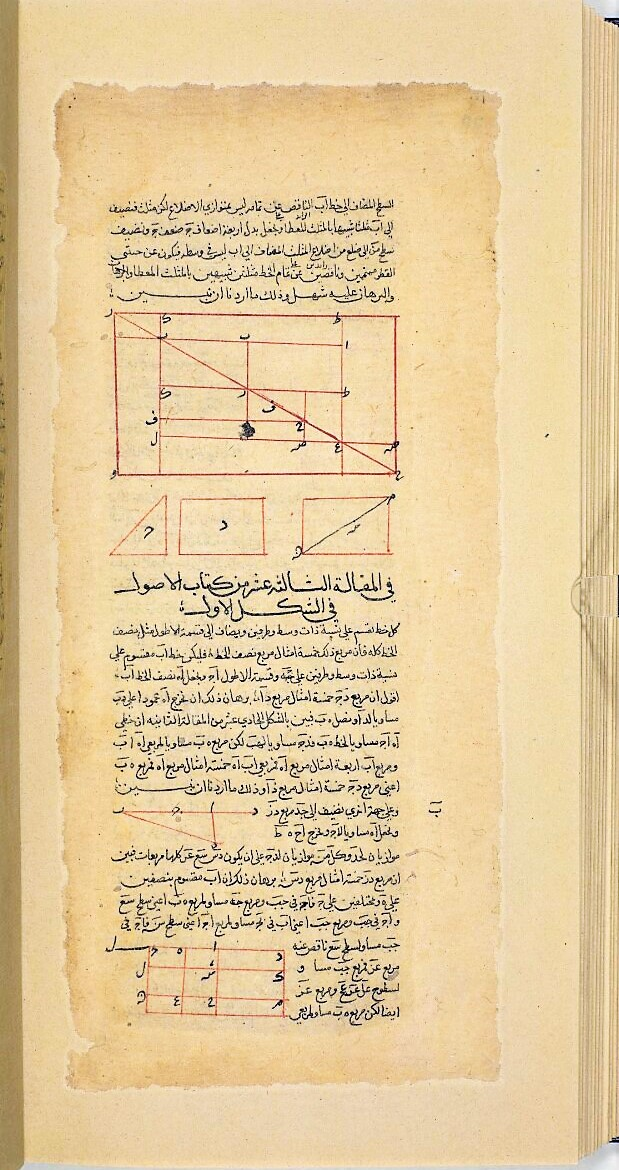
Una pagina del trattato di geometria di al-Sijzī.

Al-Sijzī studiò le intersezioni delle sezioni coniche e dei circoli. Sostituì l'antica cinematica trisezione di un angolo con una soluzione puramente geometrica (intersezione di un circolo e di un'iperbole equilatera).

## Rotazione della Terra
Al-Biruni ci dice che al-Sijzī inventò un astrolabio, chiamato al-zawraqī (astrolabio barca), il cui progetto era basato sull'idea che la Terra ruotasse sul suo asse:
Al-Bīrūnī si riferisce ad al-Sijzi come a un astronomo di grande qualità, che difendeva la teoria secondo cui la Terra ruotava, nell'al-Qānūn al-Masʿūdī.

Il fatto che alcuni studiosi non credessero che la Terra si muove sul suo stesso asse è confermata anche da un riferimento del XIII secolo in cui si legge:
 "Secondo i geometri [o ingegneri] (muhandisīn), la terra ha un costante movimento circolatorio, e quello che sembra essere il movimento del cielo è in realtà dovuto al moto della terra e non delle stelle".